# Eris (animal)
Eris es un género de arañas araneomorfas de la familia Salticidae.

## Etimología
De Eris, la dios griega de la discordia (conocida precisamente como Discordia en la mitología romana).

## Especies
Según The World Spider Catalog 12.5:
- Eris bulbosa (Karsch, 1880) (México)
- Eris flava (Peckham & Peckham, 1888) (de EE. UU. a Hispaniola)
- Eris floridana (Banks, 1904) (EE. UU.)
- Eris illustris C. L. Koch, 1846 (Puerto Rico)
- Eris militaris (Hentz, 1845) (EE. UU., Canadá, Alaska)
- Eris perpacta (Chickering, 1946) (Panamá)
- Eris perpolita (Chickering, 1946) (Panamá)
- Eris riedeli (Schmidt, 1971) (Ecuador o Colombia)
- Eris rufa (C. L. Koch, 1846) (EE. UU.)
- Eris tricolor (C. L. Koch, 1846) (México)
- Eris trimaculata (Banks, 1898) (México)
- Eris valida (Chickering, 1946) (Panamá)